# Dalhunden
Dalhunden ist eine französische Gemeinde im Département Bas-Rhin in der Region Grand Est (bis 2015 Elsass) und hat 1.221 Einwohner (Stand 1. Januar 2021). 

## Geographie
Rund um das Haufendorf liegen Landwirtschaftszonen, Wälder und kleine Seen. Der Rhein flankiert die Ortschaft im Süden und im Osten und bildet dort die Landesgrenze zur Bundesrepublik Deutschland. Das Gemeindegebiet wird auch von der Moder durchquert, in die hier ihr Zufluss Landgraben einmündet.

## Wappen
Wappenbeschreibung: In Silber ein schwarzes Hufeisen über einen gestürzten roten Halbmond.

## Bevölkerungsentwicklung
| 1910 | 1962 | 1968 | 1975 | 1982 | 1990 | 1999 | 2007 | 2018 |
| ---- | ---- | ---- | ---- | ---- | ---- | ---- | ---- | ---- |
| 576  | 677  | 691  | 823  | 846  | 867  | 874  | 974  | 1199 |

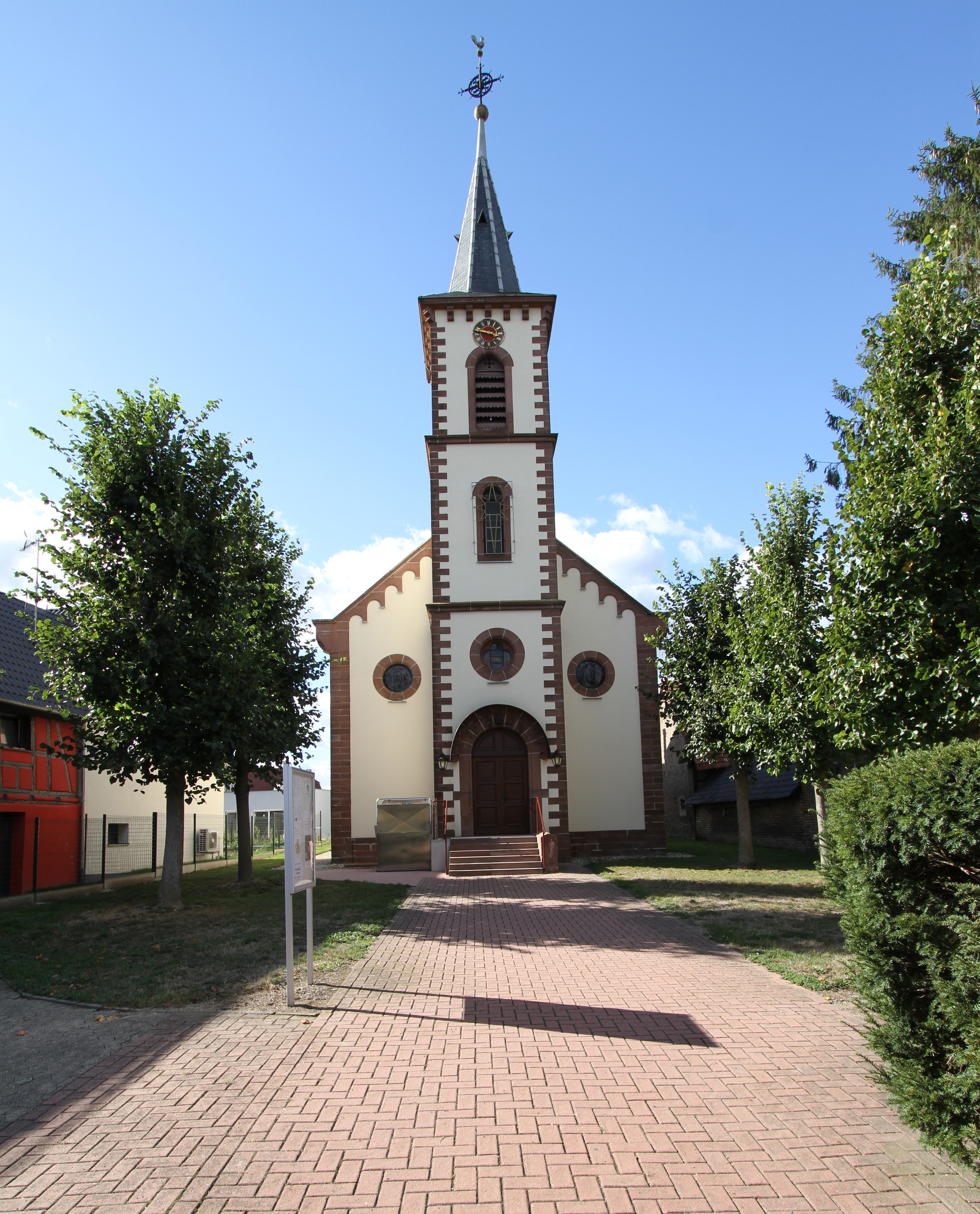
St. Laurentius
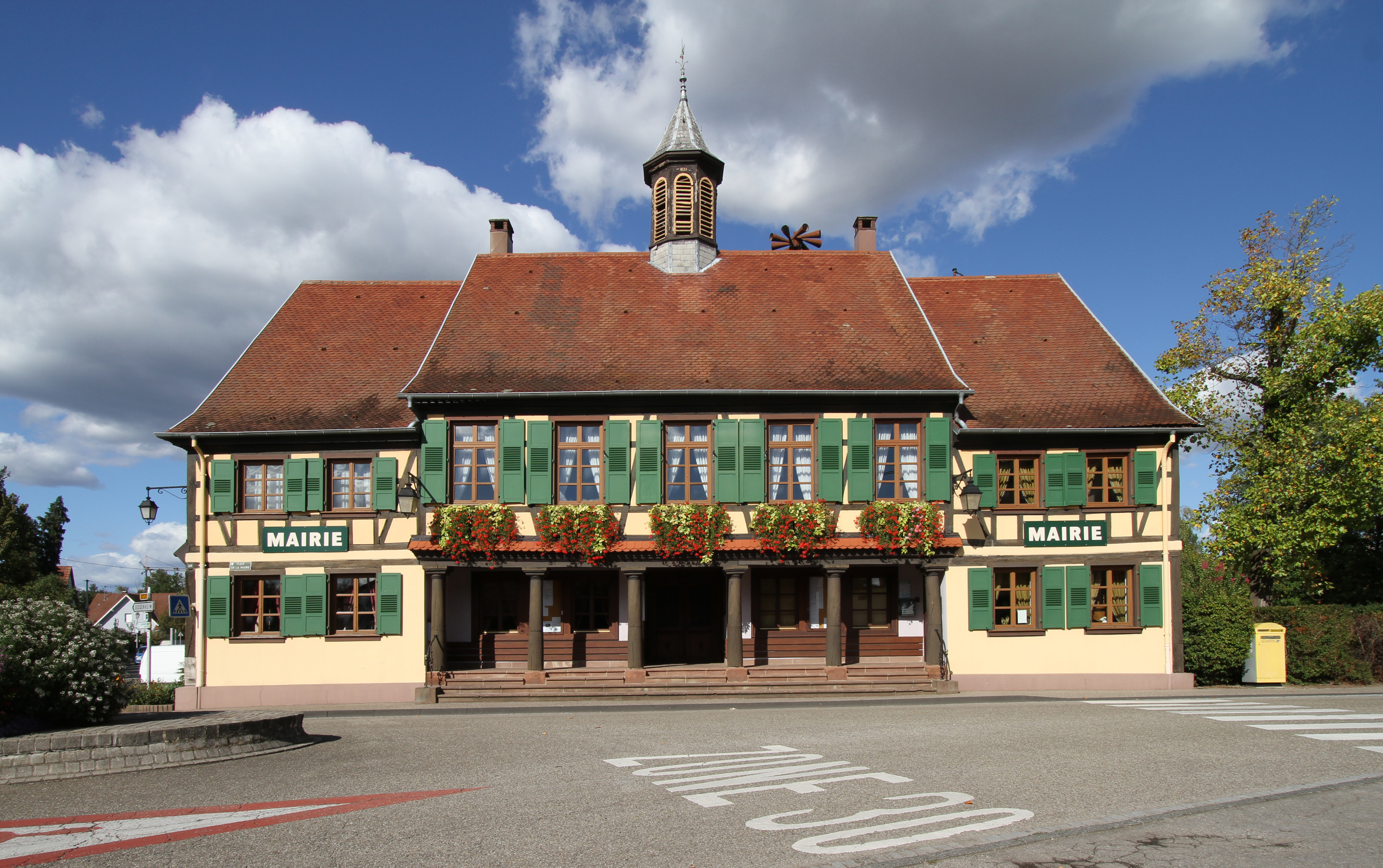
Rathaus
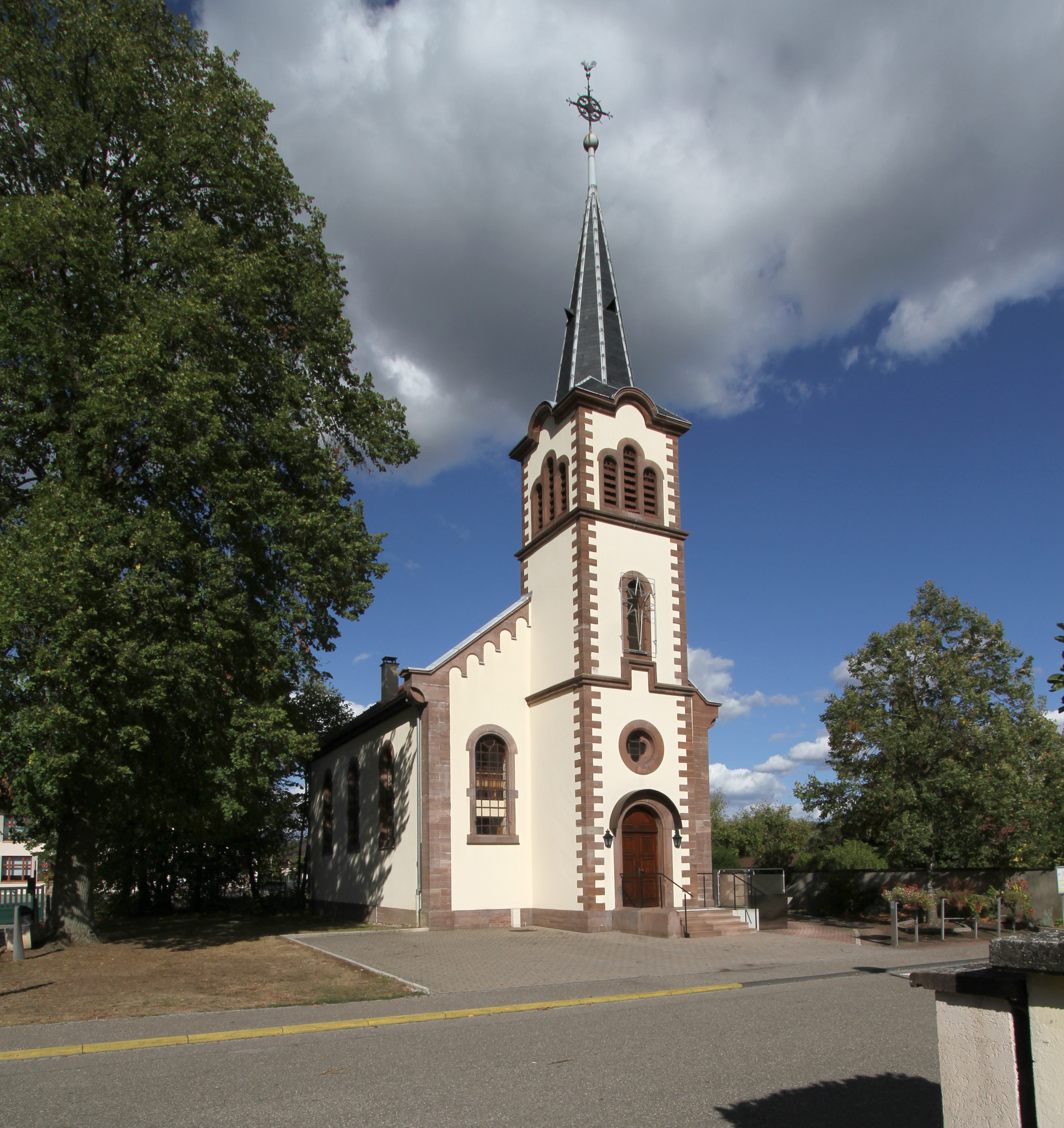
Protestantische Kirche

## Persönlichkeiten
- Ernest Schultz (* 1931 in Dalhunden; † 2013 in Lyon), Fußballspieler